# Valerio Isidori
Valerio Isidori (Sanremo, 19 gennaio 1942 – Roma, 3 aprile 2014) è stato un attore italiano che ha lavorato soprattutto come caratterista comico.

## Biografia
Il suo volto è noto per la particolare stravaganza dei lineamenti. È ricordato per aver spesso recitato, in particolare durante gli anni ottanta, nel ruolo di spalla di diversi attori comici come Lino Banfi, Pippo Franco, Alvaro Vitali, Tomas Milian e, in anni più recenti, anche Alberto Sordi, Enrico Montesano, Paolo Villaggio, Antonio Albanese e Giorgio Panariello.
Pur essendo un caratterista comico, ha ricoperto ruoli più drammatici anche in alcuni film di produzione statunitense, al fianco di star internazionali come Sean Connery in Il nome della rosa (1986) e Mel Gibson in La passione di Cristo (2004).

## Filmografia

### Cinema
- Il malato immaginario, regia di Tonino Cervi (1979)
- Blow Job - Dolce lingua, regia di Alberto Cavallone (1980)
- Zucchero, miele e peperoncino, regia di Sergio Martino (1980)
- Uno contro l'altro, praticamente amici, regia di Bruno Corbucci (1981)
- Il turno, regia di Tonino Cervi (1981)
- Pierino contro tutti, regia di Marino Girolami (1981)
- Miracoloni, regia di Francesco Massaro (1981)
- Ricchi, ricchissimi... praticamente in mutande, regia di Sergio Martino (1982)
- Una di troppo, regia di Pino Tosini (1982)
- Occhio, malocchio, prezzemolo e finocchio, regia di Sergio Martino (1983)
- Se tutto va bene siamo rovinati, regia di Sergio Martino (1984)
- Delitto in Formula Uno, regia di Bruno Corbucci (1984)
- A me mi piace, regia di Enrico Montesano (1985)
- Giovanni Senzapensieri, regia di Marco Colli (1986)
- Il nome della rosa, regia di Jean-Jacques Annaud (1986)
- Mia moglie è una bestia, regia di Castellano e Pipolo (1988)
- Sulle ali della follia, regia di Antonio Baiocco (1989)
- L'avaro, regia di Tonino Cervi (1990)
- Ricky & Barabba, regia di Christian De Sica (1992)
- Ci hai rotto papà, regia di Castellano e Pipolo (1993)
- Fatal Frames - Fotogrammi mortali, regia di Al Festa (1996)
- Il cielo è sempre più blu, regia di Antonello Grimaldi (1996)
- Uomo d'acqua dolce, regia di Antonio Albanese (1996)
- Bagnomaria, regia di Giorgio Panariello (1999)
- Sogno di una notte di mezza estate (A Midsummer Night's Dream), regia di Michael Hoffman (1999)
- Fantozzi 2000 - La clonazione, regia di Domenico Saverni (1999)
- Se lo fai sono guai, regia di Michele Massimo Tarantini (2001)
- La passione di Cristo, regia di Mel Gibson (2004)

### Televisione
- Il giornalino di Gian Burrasca, regia di Lina Wertmüller – miniserie TV (1965)
- Quer pasticciaccio brutto de via Merulana, regia di Piero Schivazappa – miniserie TV (1983)
- Doppio misto, regia di Sergio Martino – film TV (1985)
- Quando arriva il giudice, regia di Giulio Questi – miniserie TV (1986)
- Disperatamente Giulia, regia di Enrico Maria Salerno – miniserie TV (1989)
- Il vigile urbano, regia di Castellano e Pipolo – serie TV (1989-1990)
- Un inviato molto speciale, regia di Vittorio De Sisti – serie TV (1992)
- Classe di ferro, regia di Bruno Corbucci – serie TV, episodio 2x12 (1991)
- Quelli della speciale, regia di Bruno Corbucci – miniserie TV (1993)
- Le avventure del giovane Indiana Jones (The Young Indiana Jones Chronicles), regia di Bille August e Michael Schultz – serie TV, episodio 2x10 (1993)
- Les noveaux exploits d'Arsène Lupin, regia di Vittorio De Sisti – serie TV (1996)
- Pazza famiglia 2, regia di Enrico Montesano – serie TV (1996)
- Mamma per caso, regia di Sergio Martino – miniserie TV (1997)
- La buona battaglia - Don Pietro Pappagallo, regia di Gianfranco Albano – miniserie TV (2006)
- Roma, regia di Roger Young – serie TV, episodio 2x06 (2007)